# Alan Kirschenbaum
Alan Kirschenbaum fue un productor de televisión y escritor estadounidense. Fue el cocreador de la serie de larga duración Yes, Dear, dirigió algunos episodios de Everybody Loves Raymond, y fue el escritor principal de Coach durante tres temporadas. También fue productor / escritor de Raising Hope y Friend Me.
Su padre era judío-americano comediante Freddie Roman. Se graduó en 1983 de la Universidad de Pensilvania.
Kirschenbaum también era un fan ávido de trotones, después de haber informado para ESPN. Kirschenbaum fue un factor importante en California como propietario y criador de caballos durante muchos años. Con sus sementales Little Steven, p, 5, 1:49.4m ($579,833) y British Sterling, 7, 1.56.2m ($232,714), Kirchenbaum ayudó a apoyar la industria de la cría en California. En los últimos años, incluso renunció a sus honorarios de semental para ayudar a los jinetes para que reproduzcan a sus yeguas para ayudar a la población de caballos a sobrevivir en California. También fue un gran defensor de la "California Sire Stakes". También fue un defensor de la "California Harness Horseman’s Association", incluso servir como presidente, junto con ser un piloto aficionado ávido, compitiendo en varios retos entre el este vs Costa Oeste.
Kirschenbaum murió de un aparente suicidio, el 26 de octubre de 2012.